# Bureau de recherches surréalistes
Le Bureau central de recherches surréalistes ouvre le 11 octobre 1924, à l'hôtel de Berulle, 15 rue de Grenelle à Paris (7e), dans un local mis la disposition par le père de Pierre Naville, sous la direction de Francis Gérard.

« Son but initial est de recueillir toutes les communications possibles touchant les formes qu'est susceptible de prendre l'activité inconsciente de l'esprit. »

Une annonce paraît dans le premier numéro de La Révolution surréaliste qui invite le public à s’associer aux activités du groupe parisien. Chaque jour deux personnes consignent les rêves, les aventures étranges et les coïncidences frappantes. On y dépose des objets ainsi que le relate un épisode du récit d’André Breton, Nadja quand Lise Deharme offre l’un de ses gants bleu ciel malgré l’insistance de Breton voulant la dissuader de n’en rien faire : « Je ne sais ce qu’alors il put y avoir pour moi de redoutablement, de merveilleusement décisif dans la pensée de ce gant quittant pour toujours cette main. ».

Le 12 octobre, Simone Breton dressant un premier inventaire, note la présence sur les murs de tableaux de Giorgio De Chirico, de Max Morise et de Robert Desnos. Plus tard, Breton signale l'arrivée de « vitrages » de Man Ray.
Selon un témoignage d'André Masson de 1956, l'invention la plus libre préside à la réunion d'objets les plus hétéroclites : « au Bureau de Recherches surréalistes, un exemplaire de l' Introduction à la psychanalyse voisine avec un épisode du roman populaire Fantomas [tandis que] l'introduction des Chants de Maldoror était encadrée de fourchettes. »
Faute de contributions décisives le Bureau ferme ses portes au public le 30 janvier 1925 : « Le Bureau central, plus que jamais vivant, est désormais un lieu clos, mais dont il faut que le monde sache qu'il existe. », sa direction était alors confiée à Antonin Artaud. 
Après un compte-rendu de Louis Aragon des activités du Bureau paru dans le troisième numéro de La Révolution surréaliste, Artaud clôt le cahier de permanence, le 20 avril 1925.